# Germans Montgolfier
Joseph-Michel Montgolfier (Annonay, Occitània, 26 d'agost de 1740 - Balaruc-les-Bains, 26 de juny de 1810) i Jacques-Étienne Montgolfier (Annonay, Occitània, 6 o 7 de gener de 1745 - Serrières, 2 d'agost de 1799) foren els inventors de l'anomenat Montgolfier, o globus aerostàtic d'aire calent.
Els germans aconseguiren el primer enlairament dirigit els anys 1782 i 1783. Posteriorment, el desembre de 1783, en reconeixement de la seva gesta, el seu pare Pierre va ser nomenat noble, amb l'apel·lació hereditària "de Montgolfier" pel rei Lluís XVI de França.

## Primers anys
Els germans van néixer en una família de fabricants de paper a Annonay, a l'Ardèche, Occitània. Els seus pares eren Pierre Montgolfier (1700-1793), i la seva muller Anne Duret (1701-1760), que tenien setze fills. Pierre va designar com a successor al seu fill gran Raymond Montgolfier (1730-1772), posteriorment anomenat "Raymond de Montgolfier".
Joseph, el 12è fill, posseïa el temperament d'un típic inventor i somiatruites, essent poc hàbil en afers de negocis i personals. Étienne tenia un temperament molt més empresarial i pràctic. Com a 15è fill, i particularment amb molts problemes amb els seus germans més grans, va ser enviat a París per formar-se com a arquitecte. Tanmateix, després de la mort sobtada i inesperada del fill gran, Raymond, el 1772, va ser cridat de nou a Annonay per gestionar el negoci familiar. Durant els 10 subsegüents anys, Étienne aplicà el seu talent per fer innovacions tècniques al negoci familiar. La fabricació de paper era una activitat d'alta tecnologia en el segle xviii. Reeixí a incorporar les últimes innovacions holandeses als molins de paper familiars. El seu treball va rebre reconeixement del govern de França i va rebre una subvenció governamental per fer de la fàbrica Montgolfier un model per a altres fabricants de paper francesos.

## Experiments inicials
Dels dos germans, Joseph era el que primer considerà la fabricació de màquines. El professor Charles Gillispie ha determinat que ja l'any 1777 en Joseph observà l'assecatge de bugades sobre un foc que casualment formava bosses que onejaven cap al cel. Joseph va fer els seus primers experiments definitius el novembre de 1782 mentre vivia a la ciutat d'Avinyó. Va explicar, alguns anys més tard, que un vespre estava mirant un foc mentre considerava un dels grans assumptes militars de l'època, l'assalt a la fortalesa de Gibraltar, que havia resultat inexpugnable tant per mar com per terra. Joseph medità sobre la possibilitat d'un assalt des de l'aire, utilitzant tropes alçades per la mateixa força que estava alçant les brases del foc. Va creure que dins del fum hi havia un gas especial, que anomenà 'Gas de Montgolfier', amb una propietat especial que anomenà "lleugeresa".
Com a resultat d'aquestes reflexions, Joseph començà la construcció d'una caixa de 1x1x1.3 metres, feta de fusta prima, cobrint els costats i la part superior amb roba lleugera de tafetà, un teixit de seda. Sobre el fons de la caixa va xafar i encendre una mica de paper. L'artefacte es va enlairar ràpidament i va col·lidir amb el sostre. Joseph llavors va reclutar el seu germà per construir un globus, i va escriure les paraules profètiques "Aconsegueix un subministrament de tafetà i de cordatge, de pressa, i veuràs una de les vistes més sorprenents del món".
Els dos germans llavors començaren a construir un artefacte a escala 3 vegades més gran (27 vegades més gran en volum). La força que l'alçava era tan gran que perderen el control de la seva aeronau en el seu primer vol de prova, el 14 de desembre de 1782. L'aparell va volar gairebé 2 quilòmetres i es va destruir després d'aterrar per la "indiscreció" de transeünts.

## Demostracions Públiques

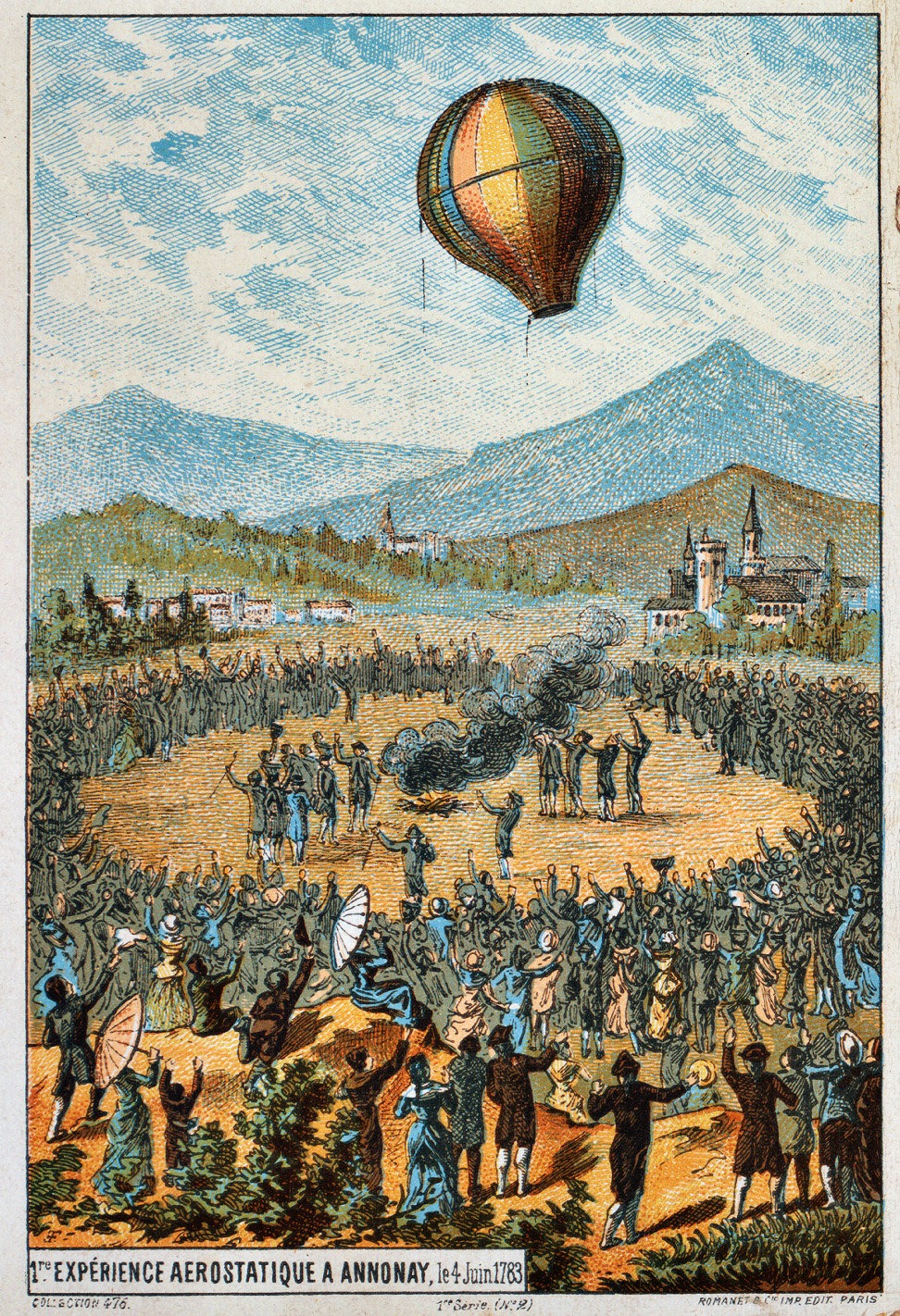
Primera demostració pública a Annonay, 1783-06-04.

Els germans decidiren fer una demostració pública per així reclamar la seva invenció del globus. Construïren un globus esfèric a base de saial, amb tres capes primes de paper a dintre. Podia contenir gairebé 790 m³ d'aire i pesava 225 kg. Es va construir mitjançant quatre peces (la cúpula i tres bandes laterals), i es mantenia unit amb 1,800 botons. Una "xarxa de pescar" de cordó reforçava i cobria l'exterior del globus.
El 4 de juny de 1783 van fer volar aquest globus en la seva primera demostració pública a Annonay davant d'un grup de dignataris dels Etats particulars. El seu vol va cobrir 2 km, durà 10 minuts, i arribà a una altitud aproximada de 1600 – 2000 metres. Notícies del seu èxit arribaren ràpidament a París. Etienne anà a la capital per fer altres demostracions i per solidificar la declaració dels germans com a inventors del globus. Joseph, degut al seu aspecte descuidat i timidesa, va romandre amb la família. Etienne era L'epítom de virtuts serenes... modest en vestir i conducta....

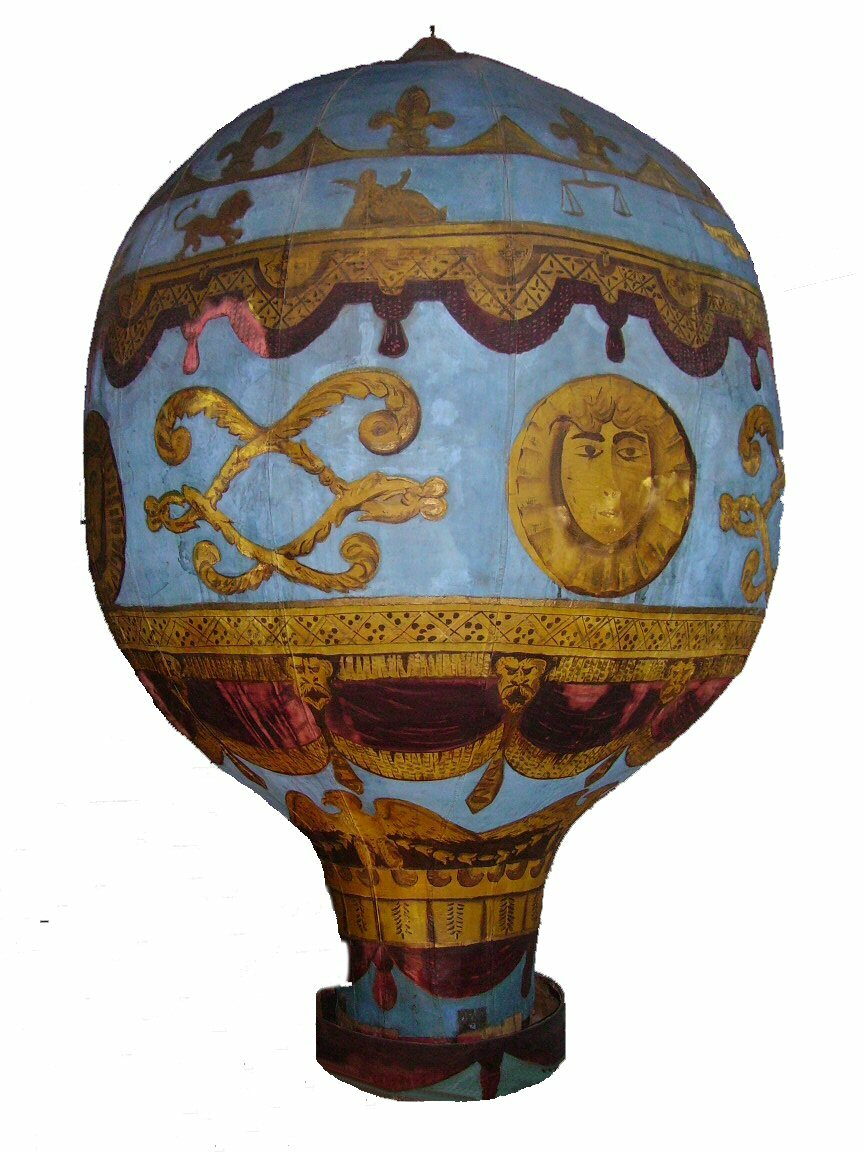
Un model del globus dels germans Montgolfier al Museu de la Ciència de Londres

Amb la col·laboració de Jean-Baptiste Réveillon, un reeixit fabricant de paper d'empaperar, Etienne construí un globus de tafetà de 1.060 m3 cobert amb vernís d'alum, un material amb propietats ignífugues. El globus era de color blau cel i estava decorat amb rúbriques daurades, signes del zodíac i sols. El disseny mostrava la intervenció de Réveillon. La pròxima prova va ser l'11 de setembre des dels camps de la Folie Titon, prop de la casa de Réveillon. Hi havia alguna preocupació sobre els efectes en éssers vivents del vol a l'alta atmosfera. El rei proposà de fer volar dos criminals, però és més probable que els inventors decidissin enviar una ovella, un ànec, i un gall en primer lloc.
El 19 de setembre de 1783 el Aerostat Réveillon va volar amb els primers éssers vius en una cistella adjunta al globus: una ovella, anomenada Montauciel ("puja al cel"), un ànec i un gall.
Es considerava que l'ovella tenia una fisiologia raonablement pròxima a la humana. S'esperava que l'ànec resultés il·lès en ser alçat a les altures. Es va incloure com a control per determinar efectes creats per l'aeronau, més que per l'altitud. El gall es va incloure com a control addicional, ja que era un ocell que no volava a elevades altituds. Aquesta demostració es realitzà davant d'una multitud al Palau de Versalles, davant del Rei Lluís XVI de França i la Reina Maria Antonieta d'Àustria. El vol durà aproximadament 8 minuts, cobrí 3 km, i arribà a una altitud d'uns 460 metres. L'artefacte aterrà de manera segura després de volar.
A Catalunya, Bonaventura Carles Aribau va dedicar una oda, en castellà, als germans Montgolfier, en un estil ple de referències mitològiques, publicada dins l'obra Ensayos poéticos (1817).

## Vol humà

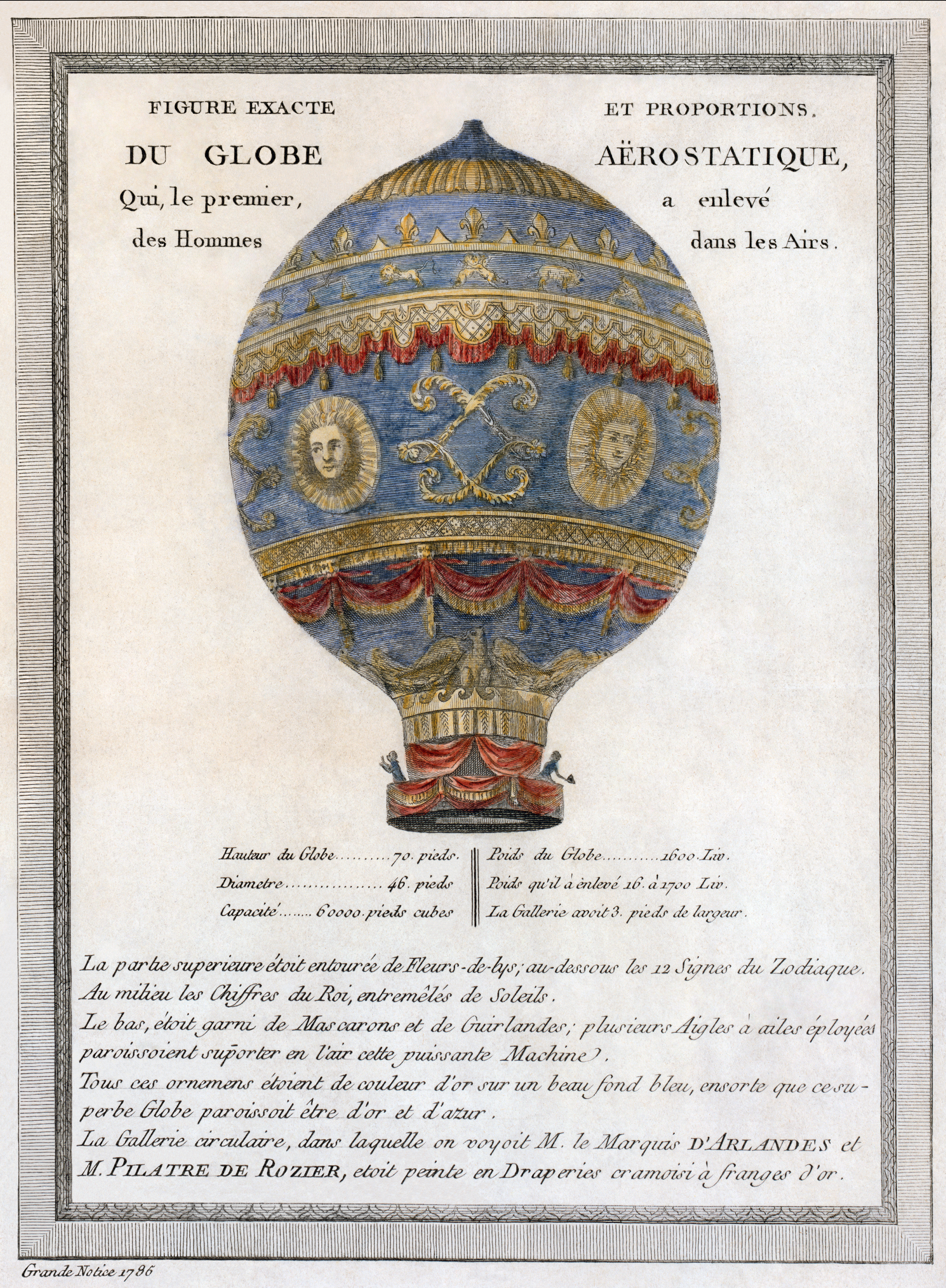
Una descripció de 1786 del globus històric dels germans Montgolfier amb dades tècniques

Després de la demostració reeixida de Versalles, i una altra vegada amb la col·laboració de Réveillon, Etienne començà la construcció d'un globus de 1700 m3 amb l'objectiu de fer vols amb humans. El globus era aproximadament setanta-cinc peus alt i cinquanta peus en diàmetre. Tenia rics tocs decoratius proporcionats per Reveillon. L'esquema de color eren xifres d'or en un fons blau fosc. Múltiples flor de lis, signes del zodíac i sols amb la cara de Lluís XVI en el centre interposats amb el monograma reial en la secció central honraven la majestuosa màquina. A la base del globus hi havia draperia vermella i blava i àguiles daurades. Tot indica que Etienne Montgolfier va ser el primer humà a alçar-se de la terra, fent com a mínim un vol captiu, en el pati del taller de Reveillon al Faubourg Saint-Antoine. Probablement va succeir el 15 d'octubre de 1783. Poc després, aquell mateix dia, Jean-François Pilâtre de Rozier es convertia en el segon en ascendir a l'aire, a una altitud de 80 peus, uns 25 metres, que era la llargada de la corda.
El 21 de novembre de 1783 es realitzà el primer vol lliure pilotat per humans, fet per Pilâtre, juntament amb un oficial de l'exèrcit, el Marquès d'Arlandes. El vol començà des dels camps del Château de la Muette, prop del parc Bois de Boulogne, a la rodalia de París. Volaren a una alçada de 910 metres damunt de París, recorrent una distància de nou quilòmetres. Després de 25 minuts la màquina aterrà entre molins de vent, a fora de les muralles de la ciutat, en el Butte-aux-Cailles. Suficient combustible va romandre a bord al final del vol que hauria permès al globus volar entre quatre i cinc vegades més lluny. Tanmateix, les brases del foc estaven cremant l'estructura del globus i s'havien d'eliminar amb esponges. Com que semblava que podrien destruir el globus, Pilâtre es va treure el seu abric per aturar el foc.
Els primers vols van ser una sensació. Nombrosos gravats commemoraren els esdeveniments. Moltes cadires es dissenyaven amb globus al respatller, i es fabricaren rellotges commemoratius. Es podia comprar vaixella decorada amb fotografies naïfs de globus.

## Següents vols

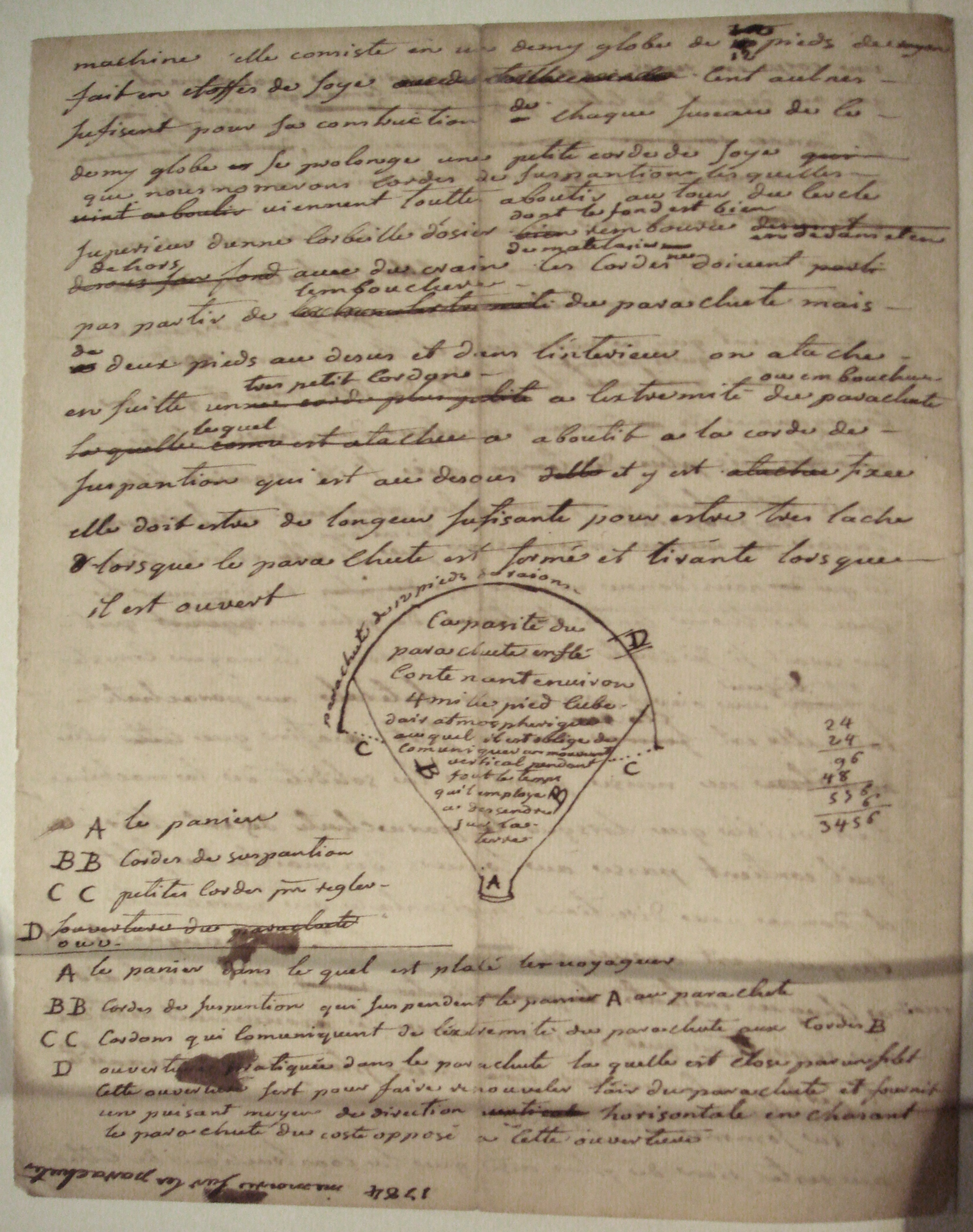
Manuscrit de Montgolfier descrivint la seva invenció, 1784

L'any 1766, el científic britànic Henry Cavendish havia descobert l'hidrogen, afegint àcid sulfúric al ferro, llauna, o encenalls de zenc. El desenvolupament dels globus de gas continuà gairebé en paral·lel amb el treball dels germans Montgolfier. Aquest treball era liderat per Jacques Charles i els Les Frères Robert (Germans Robert). El 27 d'agost de 1783, Le Globe, un primer globus d'hidrogen, va ser enlairat des del Champ-de-Mars a París. Sis mil persones pagaren per disposar de seient. L'1 de desembre, Jacques Charles i Nicolas-Louis Robert volaren amb el globus La Charlière, el primer globus d'hidrogen tripulat per éssers humans, durant 2 hores i 5 minuts cobrint una distància de 36 km. Jacques Charles immediatament volà una altra vegada, aquesta vegada tot sol, i ascendí a 3000 metres.
Els globus d'hidrogen s'utilitzaren en les gestes més importants, com creuar el Canal de la Mànega el 7 de gener de 1785, fet pels aviadors Jean-Pierre Blanchard i John Jeffries, de Boston.

## Declaracions competidores
S'han fet reclamacions respecte al fet que el globus d'aire calent va ser inventat pel sacerdot portuguès brasiler Bartolomeu De Gusmão uns 74 anys abans que ho fessin els germans Montgolfier. Una descripció de la seva invenció es publicà el 1709, a Viena, i una altra que estava perduda es localitzà al Vaticà (pels volts de 1917).